# Sibylla Vričić Hausmann

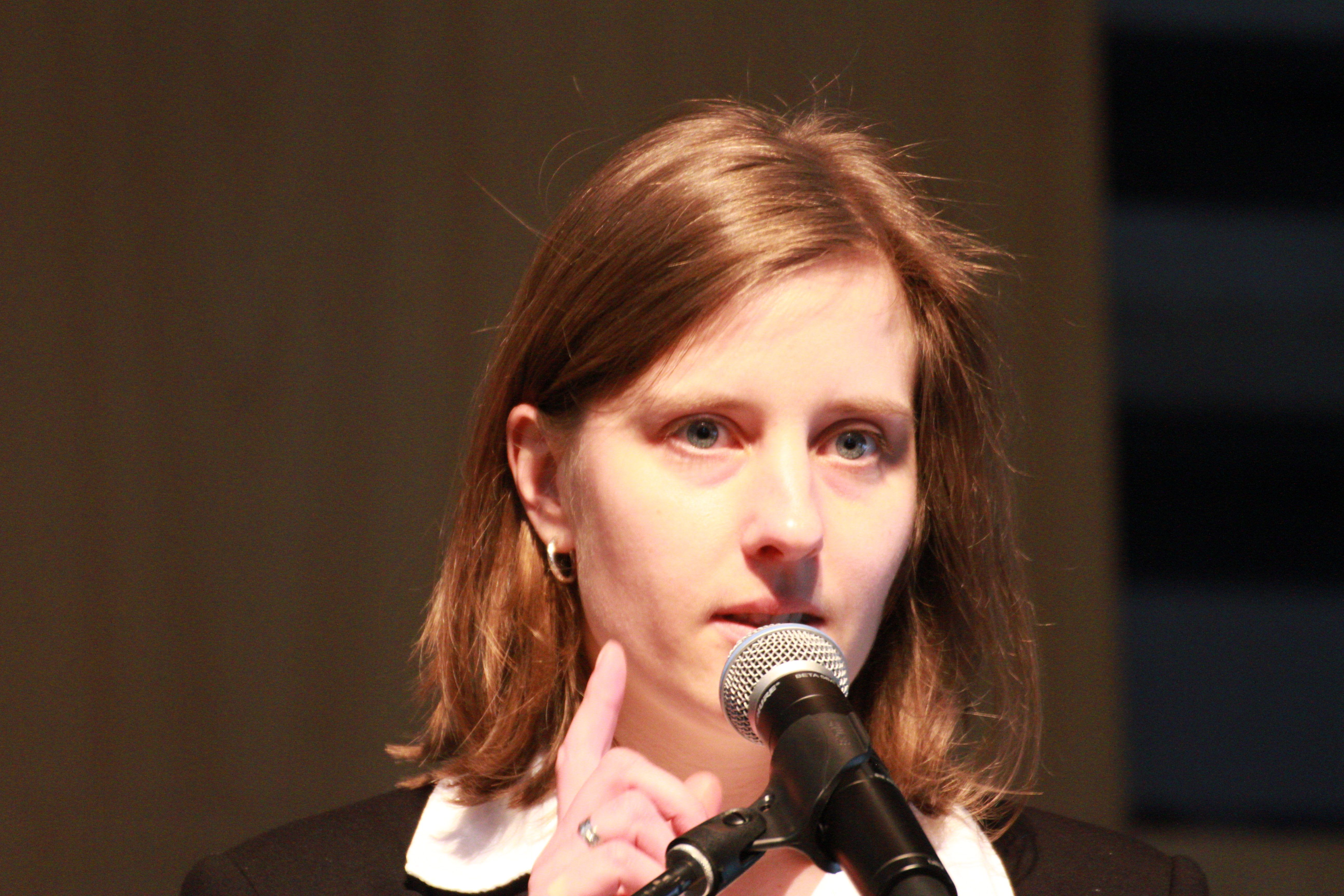
Sibylla Vričić Hausmann beim Literarischen März 2015

Sibylla Vričić Hausmann (geboren am 4. November 1979 in Wolfsburg) ist eine deutsche Schriftstellerin.

## Leben
Nach dem Abitur am Gymnasium Julianum in Helmstedt studierte Vričić Hausmann Neuere Deutsche Literatur, Komparatistik, Philosophie und Linguistik an der Westfälischen Wilhelms-Universität Münster und der Freien Universität Berlin. Das Studium schloss sie 2006 mit einer Arbeit zum Motiv des Essens in der zeitgenössischen Lyrik ab. Sie ist außerdem Absolventin des Deutschen Literaturinstituts Leipzig. Von 2009 bis 2011 war sie Stipendiatin am Mostarski teatar mladih in Mostar. Neben ihren schriftstellerischen Arbeiten in den Bereichen Lyrik, Prosa und Essay ist sie Dozentin für Kreatives Schreiben und arbeitet als Lektorin. Sie lebt in Leipzig.

## Auszeichnungen
- 2013 2. Platz beim Feldkircher Lyrikpreis
- 2015 Finalistin beim Literarischen März
- 2016 Finalistin beim Lyrikpreis München
- 2016 Arbeitsstipendium der Kulturstiftung des Freistaates Sachsen
- 2018 Orphil-Debütpreis für 3 FALTER
- 2019 zweimonatiges Aufenthaltsstipendium am Literarischen Colloquium
 Berlin
- 2020 Denkzeit-Stipendium der Kulturstiftung des Freistaates Sachsen
- 2021/22 INITIAL-Sonderstipendium der Akademie der Künste (Berlin)
- 2022 Stipendium des Rainer-Malkowski-Preises[1]
- 2024 Clemens-Brentano-Preis für meine Faust

## Bibliografie
Lyrik:
- 3 FALTER. Gedichte. Poetenladen Verlag, 2018, ISBN 978-3-940691-89-7.
- meine Faust. Gedichte. Kookbooks Verlag, 2022, ISBN 978-3-948336-16-5.

als Herausgeberin:
- mit Yevgeniy Breyger, Özlem Özgül Dündar, Alexander Kappe, Ronya Othmann und Saskia Warzecha: Ansicht der leuchtenden Wurzeln von unten. Poetenladen Verlag, 2017, ISBN 978-3-940691-79-8.
- Tippgemeinschaft. Jahresanthologie der Studierenden des Deutschen Literaturinstituts Leipzig. Connewitzer Verlagsbuchhandlung, 2016.
- mit Karin Rolle: Invent/tura : Zeitgenössische Kunst und Literatur aus Bosnien und Herzegowina. Leipzig 2011, ISBN 978-3-00-034380-3.

Beiträge zu (Auswahl):
- Fee Nummer 13. Elif Verlag, 2022
- Flexen. Flâneusen* schreiben Städte. Verbrecher Verlag, 2019 (essayistische Erzählung zum Flanieren in Sarajevo und Mostar).
- Literarischen Zeitschriften wie Edit, Bella triste, SpritZ u. v. a.